# Article 50-1 de la Constitution de la Cinquième République française
Article 50 Article 51
L'article 50-1 de la Constitution de la Cinquième République française permet au gouvernement de faire une déclaration suivie d'un débat et éventuellement d'un vote. Il est créé par la révision constitutionnelle du 23 juillet 2008.

## Contenu de l'article
« Devant l'une ou l'autre des assemblées, le Gouvernement peut, de sa propre initiative ou à la demande d'un groupe parlementaire au sens de l'article 51-1, faire, sur un sujet déterminé, une déclaration qui donne lieu à débat et peut, s'il le décide, faire l'objet d'un vote sans engager sa responsabilité. »
— Article 50-1 de la Constitution du 4 octobre 1958

## Interprétation et pratiques
Depuis son entrée en vigueur en 2008, cette procédure est intervenue à plusieurs reprises, ce qui confirme l'intérêt de la réforme[Selon qui ?] . En effet, elle permet au Gouvernement de s'affranchir des procédures de l'article 49 plus lourdes et aux conséquences plus importantes. Généralement, cet article est utilisé pour des matières financières (programme de stabilité européen ou programmation des finances publiques) et a fait l'objet de plus d'applications devant le Sénat que devant l'Assemblée nationale[réf. nécessaire]. Enfin, il permet de donner une effectivité au renforcement des prérogatives de l'opposition parlementaire prévu à l'article 51-1 de la Constitution de la Cinquième République française même si le Gouvernement reste libre de donner une suite ou non favorable à la demande formulée par les parlementaires.
Entre 2008 et 2020, le Gouvernement a procédé à un vote huit fois à l’Assemblée nationale et trois fois (sur 24 déclarations) au Sénat. À la chambre basse, plusieurs gouvernements ont fait des déclarations sans vote s’apparentant à une déclaration de politique générale, bien que l’article 49 alinéa 4 de la Constitution aurait dû être utilisé pour cela.
| Date             | Gouvernement         | chambre             | Objet                                                                                                | Vote                      |
| ---------------- | -------------------- | ------------------- | --- | ------------------------- |
| 18 avril 2018    | Édouard Philippe (2) | Assemblée nationale | Avenir de l’Union européenne                                                                         | Sans vote                 |
| 18 avril 2018    | Édouard Philippe (2) | Assemblée nationale | Projet de programme de stabilité pour les années 2018-2022                                           | Pour : 358 / Contre : 194 |
| 5 décembre 2018  | Édouard Philippe (2) | Assemblée nationale | Fiscalité écologique et ses conséquences sur le pouvoir d’achat                                      | Pour : 368 / Contre : 169 |
| 9 avril 2019     | Édouard Philippe (2) | Assemblée nationale | Grand débat national                                                                                 | Sans vote                 |
| 30 avril 2019    | Édouard Philippe (2) | Assemblée nationale | Projet de programme de stabilité pour les années 2019-2023                                           | Pour : 334 / Contre : 181 |
| 7 octobre 2019   | Édouard Philippe (2) | Assemblée nationale | Politique migratoire de la France et de l’Europe                                                     | Sans vote                 |
| 28 avril 2020    | Édouard Philippe (2) | Assemblée nationale | Stratégie nationale du plan de déconfinement dans le cadre de la lutte contre l’épidémie de Covid-19 | Pour : 368 / Contre : 100 |
| 27 mai 2020      | Édouard Philippe (2) | Assemblée nationale | Innovations numériques dans la lutte contre l’épidémie de covid-19                                   | Pour : 338 / Contre : 215 |
| 16 juillet 2020  | Jean Castex          | Sénat               | Déclaration de politique générale                                                                    | Sans vote                 |
| 29 octobre 2020  | Jean Castex          | Assemblée nationale | Évolution de la situation sanitaire et mesures nécessaires pour y répondre                           | Pour : 299 / Contre : 27  |
| 29 octobre 2020  | Jean Castex          | Sénat               | Évolution de la situation sanitaire et mesures nécessaires pour y répondre                           | Pour : 130 / Contre : 178 |
| 16 décembre 2020 | Jean Castex          | Assemblée nationale | Stratégie vaccinale contre la covid-19,                                                              | Sans vote                 |
| 17 décembre 2020 | Jean Castex          | Sénat               | Stratégie vaccinale contre la covid-19,                                                              | Sans vote                 |
| 1er avril 2021   | Jean Castex          | Assemblée nationale | Évolution de la situation sanitaire et mesures nécessaires pour y répondre                           | Pour : 348 / Contre : 9   |
| 1er avril 2021   | Jean Castex          | Sénat               | Évolution de la situation sanitaire et mesures nécessaires pour y répondre                           | Pour : 39 / Contre : 2    |
| 13 avril 2021    | Jean Castex          | Assemblée nationale | Organisation des prochaines élections départementales et régionales,                                 | Pour : 443 / Contre : 73  |
| 14 avril 2021    | Jean Castex          | Sénat               | Organisation des prochaines élections départementales et régionales,                                 | Pour : 319 / Contre : 8   |
| 22 juin 2021     | Jean Castex          | Assemblée nationale | Programmation militaire,                                                                             | Pour : 345 / Contre : 52  |
| 23 juin 2021     | Jean Castex          | Sénat               | Programmation militaire,                                                                             | Pour : 46 / Contre : 236  |
| 15 décembre 2021 | Jean Castex          | Assemblée nationale | Présidence française du Conseil de l'Union européenne en 2022                                        | Sans vote                 |
| 22 février 2022  | Jean Castex          | Assemblée nationale | Engagement de la France au Sahel,                                                                    | Sans vote                 |
| 23 février 2022  | Jean Castex          | Sénat               | Engagement de la France au Sahel,                                                                    | Sans vote                 |
| 24 février 2022  | Jean Castex          | Assemblée nationale | Situation sanitaire                                                                                  | Sans vote                 |
| 1er mars 2022    | Jean Castex          | Assemblée nationale | Invasion de l'Ukraine par la Russie en 2022,                                                         | Sans vote                 |
| 1er mars 2022    | Jean Castex          | Sénat               | Invasion de l'Ukraine par la Russie en 2022,                                                         | Sans vote                 |
| 5 juillet 2022   | Élisabeth Borne      | Assemblée nationale | Déclaration de politique générale                                                                    | Sans vote                 |
| 5 juillet 2022   | Élisabeth Borne      | Sénat               | Déclaration de politique générale                                                                    | Sans vote                 |
| 21 novembre 2023 | Élisabeth Borne      | Assemblée nationale | Stratégie de la France en Afrique                                                                    |                           |
| 21 novembre 2023 | Élisabeth Borne      | Sénat               | Stratégie de la France en Afrique                                                                    |                           |
| 30 janvier 2024  | Gabriel Attal        | Assemblée nationale | Déclaration de politique générale,                                                                   | Sans vote                 |
| 31 janvier 2024  | Gabriel Attal        | Sénat               | Déclaration de politique générale,                                                                   | Sans vote                 |
| 12 mars 2024     | Gabriel Attal        | Assemblée nationale | Accord bilatéral de sécurité conclu avec l'Ukraine                                                   | Pour : 372 / Contre : 99  |
| 13 mars 2024     | Gabriel Attal        | Sénat               | Accord bilatéral de sécurité conclu avec l'Ukraine                                                   | Pour : 293 / Contre : 22  |
| 14 janvier 2025  | François Bayrou      | Assemblée nationale | Déclaration de politique générale,                                                                   | Sans vote                 |
| 15 janvier 2025  | François Bayrou      | Sénat               | Déclaration de politique générale,                                                                   | Sans vote                 |
| 3 mars 2025      | François Bayrou      | Assemblée nationale | Situation en Ukraine et sécurité en Europe                                                           |                           |